# 万座ハイウェー

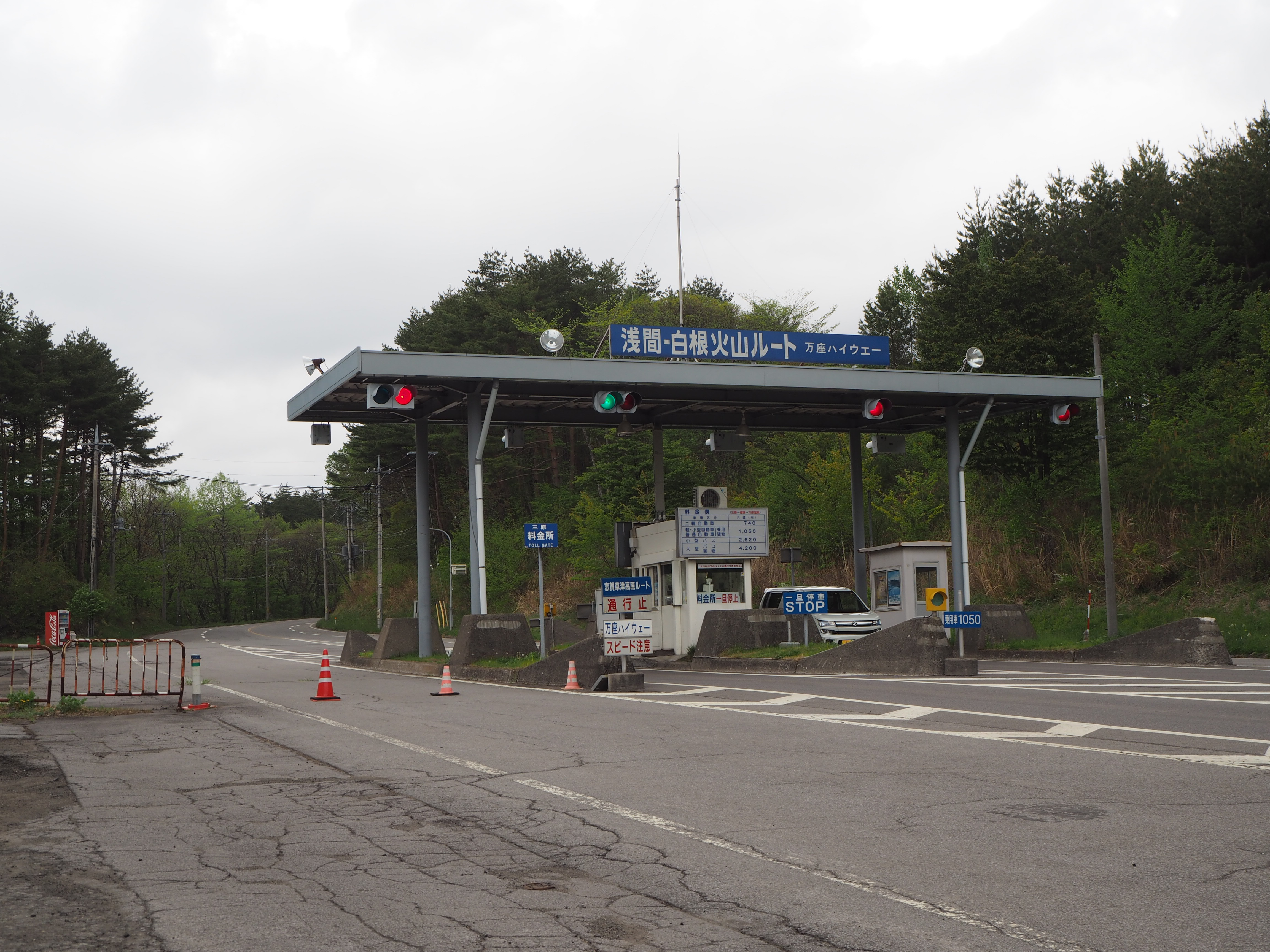
万座ハイウェー料金所（2019年5月）

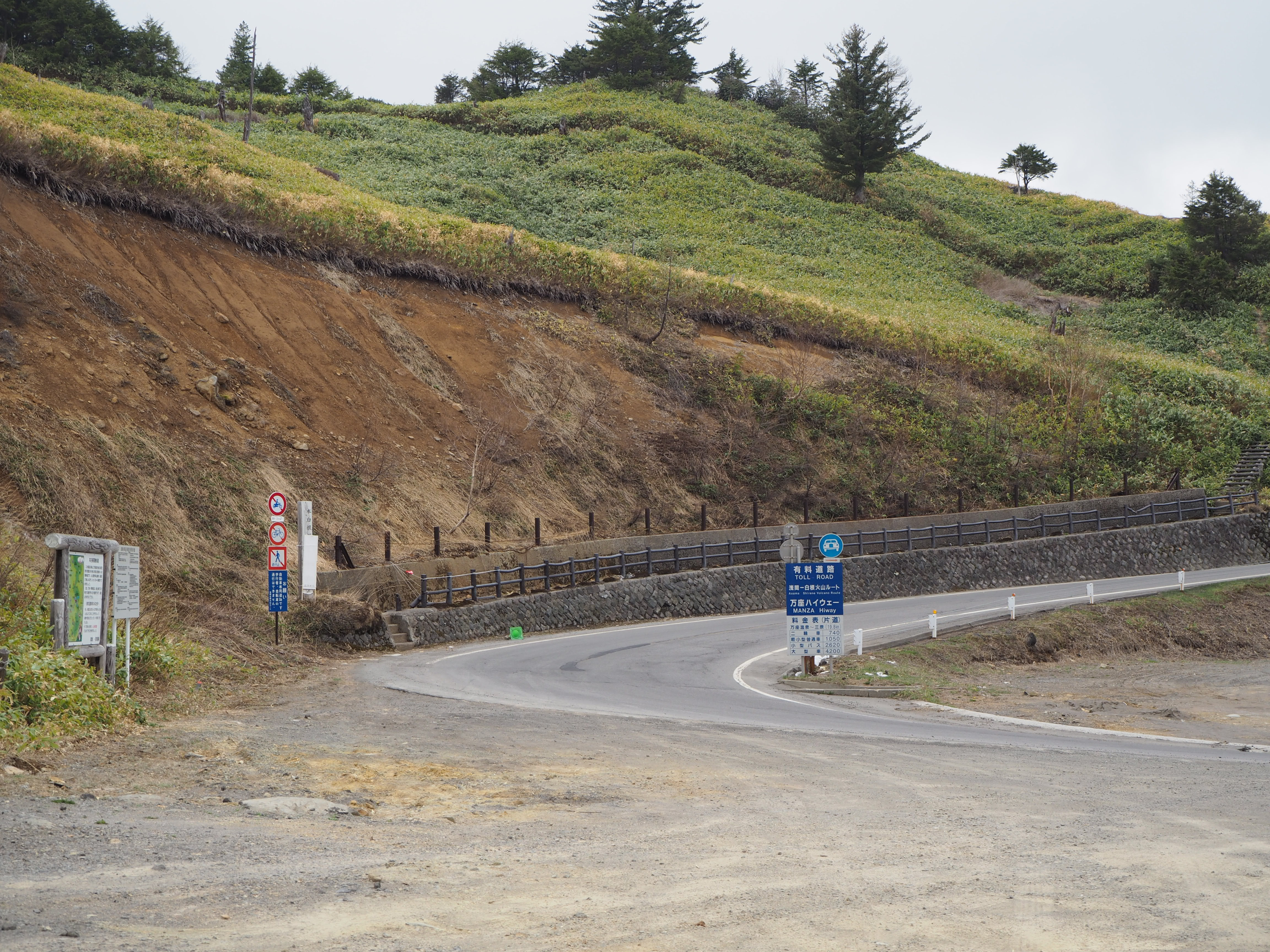
万座ハイウェー万座温泉側入口（2019年5月）

万座ハイウェー（まんざハイウェー）は、群馬県吾妻郡嬬恋村にある一般自動車道。西武リアルティソリューションズが管理運営を行っている有料道路である。

## 概要
嬬恋高原から万座温泉まで本白根山の中腹を登って行く総距離は20.3kmの高原道路。通行料金は普通車で片道1070円（税込）。
道路交通法による一部車両通行規制が行われており、歩行者・自転車は通行は出来ない。
起点の嬬恋村三原の入口から進入すると自動車専用の標識が設置され、50cc以下の原動機付自転車及び125cc以下の自動二輪車の進入は禁止される。
万座温泉付近の開発を行っていた西武鉄道グループが、1973年12月1日に供用を始める。万座ハイウェーと鬼押ハイウェーと併せて「浅間白根火山ルート」という。冬季は、同地区を結ぶ国道292号が閉鎖されるため唯一のアクセス路となる。
料金所より山頂寄りでつまごいパノラマライン北ルートと立体交差するが、相互接続はされておらず出入りはできない。
道路周辺は標高1000mを超える高原地帯となっており、嬬恋プリンスホテルや嬬恋ゴルフコース、嬬恋牧場や白樺林があり、南方に浅間山を望むこともできる。また道路の山頂部では、万座温泉を中心としたリゾート開発により万座温泉スキー場や温泉宿のホテルが集まっている。山頂で交差する群馬県道466号牧干俣線（万座道路）を経て志賀草津道路に出れば、草津温泉や志賀高原方面へ向かうことができる。